# Фіністерре (хребет)
Хребет Фіністерре (англ. Finisterre Range) — гірський хребет на північному сході Папуа-Нової Гвінеї. Найвища вершина гора Гладстон або Бойсінґ, посідає 41 місце у світі за відносною висотою (3709 м), та має абсолютну висоту 4150 м.

## Географія

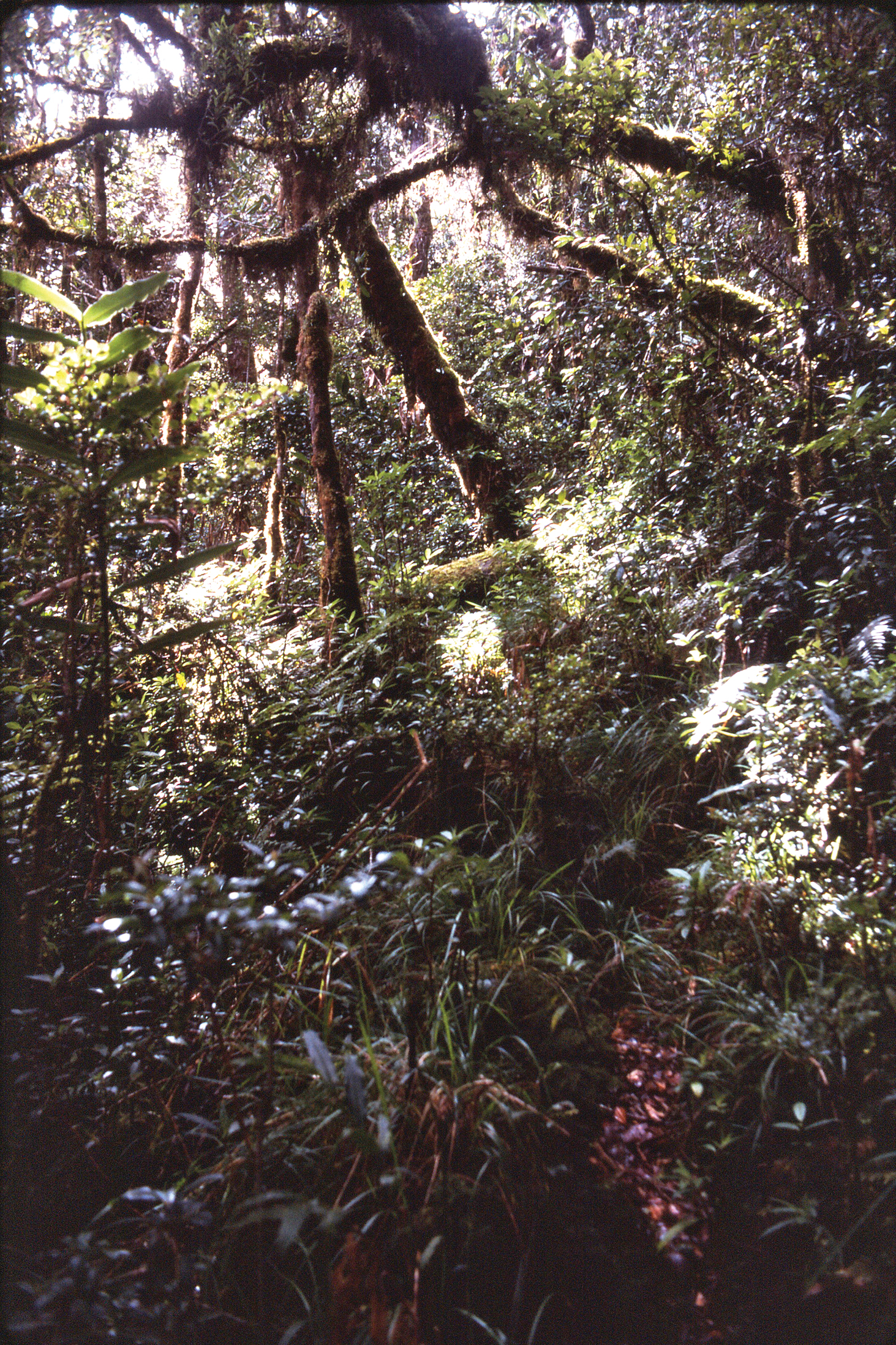
Ліс у горах Фіністерре

Хоча найвища вершина хребта на офіційних сучасних картах не вказана, місцевим населенням використовується назва «гора Бойсінґ». Цей пік вважався найвідомішою нескореною вершиною у світі до першого відомого офіційного сходження 25 червня 2014 року.
Гірський хребет Фіністерре примикає до хребта Саруваґет на сході, і вони разом утворюють природний бар'єр між долинами річок Раму та Маркхем — на півдні та протокою Витязь (Новогвінейське море) — на півночі. У цьому районі бере початок багато річок, включаючи деякі притоки Раму.

## Історія
Військові операції під назвою «Кампанія Маркем і долина Раму — хребет Фіністерре» під час Другої світової війни (1943—1944), включаючи низку операцій, відомих як «Битва при хребті Шаґґі», визвали жорстокі бої між австралійськими та японськими військовими силами.